# Ferlo (cours d'eau)
Le Ferlo est un cours d'eau saisonnier du Sénégal qui a donné son nom à la vallée du Ferlo, une zone semi-désertique du nord-est du pays. C'est aussi un affluent du Taouey, donc un sous-affluent du fleuve Sénégal

## Problématique
Le Ferlo traverse une région au climat de type sahélien, soumise à une désertification progressive. Ainsi, avant l'assèchement de la vallée, le Ferlo était un affluent du fleuve Sénégal.
Aujourd'hui, pendant la saison des pluies il alimente le lac de Guiers. Des travaux ont été réalisés pour qu'il adopte un débit régulier tout au long de l’année.